# Ludum Dare

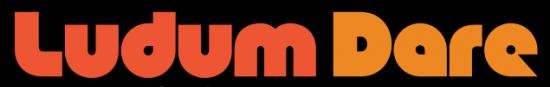
Logo del Ludum Dare

Il Ludum Dare (dal latino "dare un gioco", conosciuto anche come LD in genere seguito dal numero dell'edizione es. LD41) è un concorso di sviluppo di videogiochi accelerato. È stato fondato da Geoff Howland e si svolse per la prima volta nell'aprile del 2002. I partecipanti sono tenuti a creare un videogioco che si inserisca all'interno di un tema determinato in precedenza in due giorni. Una caratteristica unica di questo concorso è che i partecipanti spesso pubblicano un video time-lapse dello sviluppo del loro gioco.

## Storia
Il Ludum Dare in origine era solo un forum su Internet. La prima competizione, spesso definita come "Ludum Dare Zero", si è tenuta nel mese di aprile del 2002, con 18 partecipanti. La sua popolarità dirottò l'attenzione dal forum alla gara. Il limite di tempo è stato successivamente aumentato a 48 ore, perché è stato deciso che 24 ore sono troppe poche per fare un gioco. Dal 2011 il concorso ha registrato significativi aumenti annuali nel numero di upload di gioco, in parte a causa della sensibilizzazione del pubblico del programmatore di Minecraft, Markus Persson, che ha partecipato sette volte.

### Edizioni
| Numero | Mese          | Tema (tema bonus)                           | Partecipanti | Partecipanti     | Vincitore in singolo | Vincitore in singolo                    | Vincitore della Jam                                                            | Vincitore della Jam                 | Ref.                        |
| Numero | Mese          | Tema (tema bonus)                           | Iscrizioni   | Numero di giochi | Sviluppatore         | Gioco                                   | Sviluppatore/i                                                                 | Gioco                               | Ref.                        |
| ------ | ------------- | ------------------------------------------- | ------------ | ---------------- | -------------------- | --------------------------------------- | ------------------------------------------------------------------------------ | ----------------------------------- | --------------------------- |
| 0†     | aprile 2002   | Interazione indiretta                       |              | 18               | Endurion             | Magnetic Fields                         |                                                                                |                                     |                             |
| 1      | luglio 2002   | Guardiano                                   | 136          | 46               | Hamumu               | Scarecrow: Heart of Straw               |                                                                                |                                     |                             |
| 2      | novembre 2002 | Costruzione/distruzione(pecora)             | 116          | 49               | ShredWheat           | Sheep Town                              |                                                                                |                                     |                             |
| 3      | aprile 2003   | Preparazione - Preparalo, lascialo andare   | 84           |                  |                      |                                         |                                                                                |                                     |                             |
| 4      | aprile 2004   | Infezione                                   | 341          | 66               | randomnine           | Commies!                                |                                                                                |                                     |                             |
| 5      | ottobre 2004  | Random                                      | 93           |                  | Jolle                | Random Dungeon Exploration              |                                                                                |                                     |                             |
| 6      | aprile 2005   | Luce e oscurità                             | 143          | 52               | Jolle                | Uplighter                               |                                                                                |                                     |                             |
| 7      | dicembre 2005 | Crescita                                    |              | 27               | Jolle                | The People                              |                                                                                |                                     |                             |
| 8      | aprile 2006   | Sciami                                      | 150          | 66               |                      |                                         |                                                                                |                                     |                             |
| 8.5†   | gennaio 2007  | Luna/anti-testo                             |              |                  |                      |                                         |                                                                                |                                     |                             |
| 9      | aprile 2007   | Costruisci il livello che giochi            |              |                  | DrPetter             | Spatzap aka N/A                         |                                                                                |                                     |                             |
| 10     | dicembre 2007 | Reazione a catena                           | 158          | 51               | Hamumu               | Short Fuse                              |                                                                                |                                     |                             |
| 10.5   | febbraio 2008 | Strano/inaspettato/sorpresa                 |              |                  |                      |                                         |                                                                                |                                     |                             |
| 11     | aprile 2008   | Minimalismo                                 |              | 71               | mrfun/SethR          | Strong AI                               |                                                                                |                                     |                             |
| 12     | agosto 2008   | La torre                                    |              | 57               | Hamumu               | Rise Of The Owls                        |                                                                                |                                     |                             |
| 13     | dicembre 2008 | Strade                                      |              | 59               | increpare            | Rara Racer                              |                                                                                |                                     |                             |
| 14     | aprile 2009   | Facendo avanzare il muro del destino        |              | 123              | mrfun/SethR          | Mind Wall                               |                                                                                |                                     |                             |
| 15     | agosto 2009   | Caverne                                     |              | 144              | ChevyRay             | Beacon                                  |                                                                                |                                     |                             |
| 16     | dicembre 2009 | Esplorazione                                |              | 121              | chuchino             | Cat Planet                              |                                                                                |                                     |                             |
| 17     | aprile 2010   | Isole                                       |              | 204              | xerus                | Gaiadi                                  |                                                                                |                                     |                             |
| 18     | agosto 2010   | Nemici come armi                            |              | 172              | invicticide          | Fail-Deadly                             |                                                                                |                                     |                             |
| 19     | dicembre 2010 | Scoperta                                    |              | 242              | deepnight            | Time Pygmy                              |                                                                                |                                     |                             |
| 20     | aprile 2011   | È pericoloso andare da soli! Prendi questo! |              | 288              | deepnight            | Appy 1000mg                             |                                                                                |                                     |                             |
| 21     | agosto 2011   | Fuga                                        |              | 599              | Chevy Ray Johnston   | Flee Buster                             | Ian Brock Josh Schonstal Guerin McMurry                                        | Escape                              | [ 9 ] [ 10 ] [ 11 ]         |
| 22     | dicembre 2011 | Da solo (sfida micio)                       |              | 891              | Pedro Medeiros       | Frostbite                               | Harry Lee Jarrel Seah                                                          | Midas                               | [ 12 ] [ 13 ] [ 14 ] [ 15 ] |
| 23     | aprile 2012   | mondo minuscolo                             |              | 1402             | Tyler Glaiel         | Fracuum                                 | TurboDindon                                                                    | Inside My Radio                     | [ 16 ] [ 17 ]               |
| 24     | agosto 2012   | Evoluzione                                  |              | 1406             | Nicolas Cannasse     | Evoland                                 | X-0ut                                                                          | LD24 X0ut                           | [ 18 ] [ 19 ]               |
| 25     | dicembre 2012 | Tu sei il villano (capra)                   |              | 1327             | Sébastien Bénard     | Atomic Creep Spawner                    | Free Lives Games                                                               | Ore Chasm                           | [ 20 ] [ 21 ] [ 22 ]        |
| 26     | aprile 2013   | Minimalismo (patata)                        |              | 2346             | TimTipGames          | MONO                                    | Mark Foster David Fenn                                                         | Leaf Me Alone                       | [ 23 ] [ 24 ]               |
| 27     | agosto 2013   | 10 secondi                                  |              | 2213             | Andrew Shouldice     | Probe Team                              | Graeme Borland                                                                 | NXTWPN10                            | [ 25 ] [ 26 ]               |
| 28     | dicembre 2013 | Tu hai/ottieni solo uno                     |              | 2064             | Daniel Haazen        | One Take                                | Mark Foster David Fenn Andrew Gleeson                                          | Titan Souls                         | [ 27 ] [ 28 ]               |
| 29     | aprile 2014   | Sotto la superficie                         |              | 2497             | Daniel Linssen       | The Sun and Moon                        | Shannon Mason Richard Lems Diane de Wilde                                      | ScubaBear                           | [ 29 ] [ 30 ]               |
| 30     | agosto 2014   | Mondi Connessi                              |              | 2538             | PixelMind            | SuperDimensional                        | Kevin Zuhn Kevin Geisler Chris Stallman Devon Scott-Tunkin                     | Antbassador                         | [ 31 ] [ 32 ]               |
| 31     | dicembre 2014 | Tutto il gioco su uno schermo               |              | 2637             | Daniel Linssen       | birdsong                                | Simon Larsen Lukas Hansen Frederik Storm                                       | 90 Second Portraits                 | [ 34 ]                      |
| 32     | aprile 2015   | Un'arma non convenzionale                   |              | 2821             | 01010111             | ＢＥＤ✰ＨＯＧＧ                         | Bogdan Rybak Igor Puzhevich Zi Ye Megan Alcock                                 | The Rock the Paper and the Scissors | [ 35 ]                      |
| 33     | agosto 2015   | Tu sei il mostro                            |              | 2725             | DragonXVI            | Writhe: The Thing from the Omega Sector | Pietro Ferrantelli Theophile Loaec Augustin Grassien OrikMcFly                 | Mobs, Inc.                          | [ 36 ]                      |
| 34     | dicembre 2015 | Crescendo/Controlli su due pulsanti         |              | 2870             | vegapomme27          | Frank & Stein                           | Big Green Pillow ft Mgaia                                                      | Slash Quest                         | [ 37 ]                      |
| 35     | aprile 2016   | Mutaforme                                   |              | 2718             | Daniel Linssen       | windowframe                             | Barney Cumming Dave Lloyd Jon Murphy Paul Dal Pozzo Louis Meyer Adrian Vaughan | The Maitre D                        | [ 39 ]                      |
| 36     | agosto 2016   | Tecnologia Antica                           |              | 1912             | No ratings           | N/A                                     | No ratings                                                                     | N/A                                 | [ 40 ]                      |
| 37     | dicembre 2016 | Una Stanza                                  |              | 2390             | Daniel Linssen       | Walkie Talkie                           | SinclairStrange                                                                | Cancelled Refuge                    | [ 41 ]                      |
| 38     | aprile 2017   | Un piccolo mondo                            | 5065         | 2980             | impbox               | Smalltrek                               | David Fu Hamdan Javeed Seikun Kambashi                                         | Honey Home                          | [ 42 ] [ 43 ]               |
| 39     | luglio 2017   | A corto di Energia                          | 5423         | 2355             | Jezzamon             | VUEL                                    | Linver Ice King                                                                | Apocalyptic Gamer                   | [ 45 ]                      |
| 40     | dicembre 2017 | Più hai, Peggio è                           | 6175         | 2889             | stevenjmiller        | Permanence                              | DDRKirbyISQ Xellaya                                                            | Samurai Shaver                      | [ 46 ]                      |

Note:
- † — Le competizioni si sono tenute solo per 24 ore.

## Struttura della competizione
Attualmente, il Ludum Dare si svolge tre volte all'anno. Nella settimana che precede ogni competizione i temi suggeriti sono votati dai potenziali partecipanti. Successivamente il tema viene annunciato e ai partecipanti sono date 48 ore per creare un videogioco che si inserisca all'interno del tema. Tutto il codice del gioco e i contenuti devono essere creati durante la competizione e da una sola persona, e il codice sorgente deve essere incluso. Durante la manifestazione numerosi partecipanti registrano più screenshot dello sviluppo del loro gioco per produrre in seguito un video time-lapse. Inoltre , molti trasmettono un flusso video live, in particolare dal mese di aprile 2013, quando un widget che mostra lo stream dei video del Ludum Dare presente su Twitch fu aggiunto al sito web del Ludum Dare. Dopo la fine della competizione sono date tre settimane ai partecipanti per giocare e votare gli altri giochi presentati per determinare i vincitori. . Non ci sono premi fisici o in denaro, ma ogni partecipante mantiene il pieno possesso del proprio gioco, alcuni hanno raggiunto il successo finanziario dopo aver sviluppato la loro presentazione al concorso iniziale—.
A partire dalla 18ª edizione della competizione, che si è tenuta nel mese di agosto 2010, è stata introdotta una versione più rilassata chiamata "Jam". La Jam, che permette di formare dei team di sviluppo, di tenere il codice sorgente privato e di sfruttare un tempo di sviluppo prolungato di 72 ore, si svolge in concomitanza con la gara singola.
Un piccolo concorso denominato "Mini Ludum Dare " si svolge durante i mesi senza Ludum Dare. Questi sono ospitati da un partecipante veterano che è libero di decidere sul tema al quale i giochi devono adattarsi. Le regole sono generalmente le stesse del Ludum Dare, ma la limitazione delle 48 ore è di solito ignorata a favore della partecipazione anche in ritardo.